# Herman Grevesmühl
Herman Grevesmühl, född 1647 i Lübeck, död 24 maj 1733 i Stockholm, var en svensk kramhandlare och politiker.

## Biografi
Herman Grevesmühl var gift med Anna Elisabet Feindt (1685–1743), dotter till Albrecht (Feint) Feindt (1657–1722). Han var far till Herman Grevesmühl (1707–1736), häradshövdingen i Gotlands norra härad Albrecht Grevesmühl (1709–1784), möbelhandlaren Carl Henrik Grevesmühl (1712–1782), och rådmannen i Stockholm Johan (Jacob) Grevesmühl (1715–1795). 
Herman Grevesmühl valdes till riksdagsman 1731. Grevesmühl tillhörde liksom sina vänner Wilhelm Grubb och Hinrich Hahr ett av köpmannaaristokratin oppositionellt borgerligt mellanskikt.